# 이리나 비에르클룬드
이리나 펠리시아 비에르클룬드(핀란드어: Irina Felicia Björklund, 1973년 2월 7일~)는 핀란드의 배우, 가수이다.

## 출연 작품

### 영화
- 디 언어테인어블 스토리 (2017년)
- 로드 노스 (2012년)
- 스타스 어보브 (2012년) - 살마 역
- 아메리칸 (2010년) - 잉그리드 역
- 도살자 (2009년) - 재키 역
- 세 남자 (2008년)
- 콜로라도 애브뉴 (2007년)
- 레드 라이트닝 (2005년) - 마리 마구소 역
- 써드 웨이브 (2003년) - 레베카 역
- 하니 베이비 (2003년)
- 요릭 (2002년)
- 정사 3 (2001년) - 밀라 역
- 레스트리스 (2000년)
- 침묵의 사선 (1999년)